# Cellula di Leydig

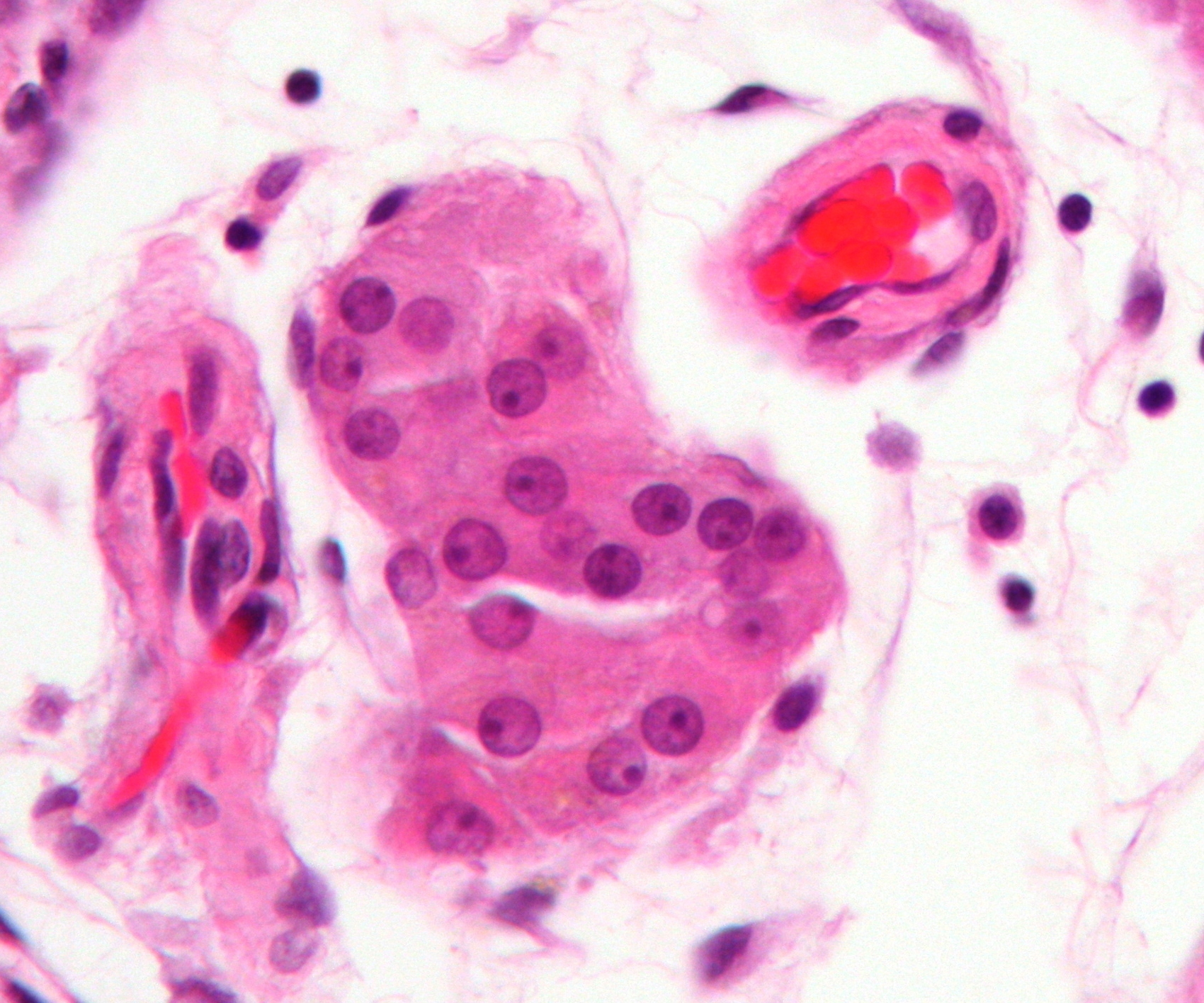
Microfotografia di un gruppo di cellule di Leydig

Le cellule di Leydig, anche conosciute come cellule endocrine interstiziali di Leydig, si trovano nello stroma in mezzo ai tubuli seminiferi (o cisti delle ampolle, negli anamni) nei testicoli di tutti i vertebrati. Possono secernere testosterone e sono spesso strettamente associate a strutture nervose. Le cellule di Leydig hanno un nucleo cellulare tondo e un citoplasma granuloso eosinofilo.

## Origine del nome
Le cellule di Leydig portano il nome del tedesco Franz Leydig, che le scoprì nel 1850.

## Funzioni
Le cellule di Leydig rilasciano una categoria di ormoni chiamati androgeni. Secernono testosterone, androstenedione e deidroepiandrosterone (DHEA) quando sono stimolate dall'ormone luteinizzante ipofisario (LH). L'LH aumenta l'attività dell'enzima colesterolo desmolasi (associato alla trasformazione del colesterolo in pregnenolone), incentivando la sintesi e secrezione di testosterone da parte delle cellule di Leydig. Quest'ormone è captato dalle cellule del Sertoli (o cellule di sostegno dell'epitelio spermatogenico), che sono elementi somatici dell'epitelio seminifero situate nella parete dei tubuli seminiferi, le strutture deputate alla formazione e maturazione dei gameti.
L'ormone follicolo-stimolante (FSH) aumenta la risposta delle cellule di Leydig all'LH facendo crescere il numero di recettori per tale ormone.

## Ultrastruttura
Le cellule di Leydig sono grossi elementi di oltre 20 µm di diametro di forma poliedrica. Presentano un citoplasma eosinofilo granuloso contenente gocciole lipidiche, con un nucleo vescicolare circolare. Hanno un abbondante reticolo endoplasmatico liscio (REL), che spiega l'acidofilia citoplasmatica, attivamente coinvolto nella sintesi ormonale. Contengono inoltre spesso lipofuscine e delle strutture cristalliformi chiamate cristalli di Reinke.